# Gonarthrus cycnus
Gonarthrus cycnus är en tvåvingeart som först beskrevs av Jacques-Marie-Frangile Bigot 1892.  Gonarthrus cycnus ingår i släktet Gonarthrus och familjen svävflugor. Inga underarter finns listade i Catalogue of Life.